# 恋上你的床
《戀上你的床》 是一套2003年的香港喜劇電影，由鄭秀文、古天樂、劉青雲、蔡卓妍、梁家輝、吳君如联合主演。

## 劇情
小乔 (郑秀文饰) 离开RAYMOND (刘青云饰) 的主因不是他有太多女人，而是那些他的女人睡了属于她的床。她乞求要回她睡惯了的床，只因没有那张床，她睡不好。
身为采访主任的屈小乔，被周刊老板委派跟进屡破奇案、新一代警察代言人高志强 (古天乐饰) 是性无能的消息，虽然小乔轻易认识了高，可惜经多番试探，也调查不到半点端倪，于是，她向上司报告高是有反应的正常男人，并写了一篇普通访问稿交货。
后来，小乔发现自己喜欢了高，高亦向小乔表白，并说出性无能的真相。初时小乔深信恋爱不一定要性，但说就轻易，唯有重温旧情人RAYMOND带给她的快乐。
RAYMOND是裁判司署的法官，生活苦闷，只好寄情于夜间寻欢作乐之中。RAYMOND邂逅了一名十八岁少女阿塔(蔡卓妍饰)，由于他快将升职，上司下令他必须收敛，故不能与她发生性行为。于是小乔与RAYMOND两个饱受性压抑的人顺理成章地重拾一夜欢娱。
那边厢高性无能的事被周刊揭发，令警界震惊，高以为自己被小乔出卖。而高在一次搜捕行动中与匪徒搏火，他的下身，在发弹之时，动了一动……

## 演員表
| 演員   | 角色               |
| 鄭秀文 | 屈小喬             |
| 古天樂 | 高志強             |
| 劉青雲 | 周永慶             |
| 蔡卓妍 | 阿 塔              |
| 梁家輝 | 洪 逸（特別客串）  |
| 吳君如 | 歐化寶（特別客串） |
| 劉以達 | 阿塔之父           |
| 林 雪  | 周法官             |
| 張文慈 | 阿 P               |
| 徐天佑 | 籃球少年（客串）   |
| 黃又南 |                    |
| 黃毓民 | 雜誌總編輯         |
| 劉思惠 | 「警告」女主持     |
| 詹瑞文 | 顧全家醫生         |
| 周麗淇 | Peggy              |
| 李力持 | 李俊偉（副指揮官） |
| 陳欣健 | 警務處長           |
| 蒲茜兒 | 女軍裝             |
| 馬思恆 | 女PTU              |
| 何綺玲 | 女交通警           |
| 區文詩 | 女SDU              |
| 陳素瑩 | 女CID              |
| 陸浩明 | 補習老師           |
| 向山裕 | 日本AV男優         |

## 外部連結
- 開眼電影網上《恋上你的床》的資料（繁體中文）
- 豆瓣电影上《恋上你的床》的資料 （简体中文）
- 时光网上《恋上你的床》的資料（简体中文）
- AllMovie上《恋上你的床》的资料（英文）
- 爛番茄上《恋上你的床》的資料（英文）
- 香港影庫上《恋上你的床》的資料（繁體中文）
- 互联网电影数据库（IMDb）上《恋上你的床》的资料（英文）